# INFINITY16 BEST
『INFINITY16 BEST』（インフィニティーン・ベスト）は、2010年12月8日に発売されたINFINITY16のベストアルバム。

## 概要
デビューシングル「Dream Lover」から8thシングル「愛してる」までのシングル曲に加え、初回盤のみ2ndシングル『真夏のオリオン』の続編となる新曲「真冬のオリオン welcomez MINMI & 西野カナ」とシングルやアルバムに収録された楽曲をすべて収録している。
さらに初回限定盤には、シングルやアルバムの楽曲を収録したCD2枚と全シングル曲のミュージックビデオと「INFINITY16 HISTORY」を収録したDVDが付属する。

## 収録曲

### 初回盤

#### DISC1-CD〜BEST〜-
1. INTRO 〜INFINITY 16 ANTHEM〜
イントロ。
2. Dream Lover welcomez 湘南乃風, MINMI, MOOMIN
1stシングル。
3. 伝えたい事がこんなあるのに welcomez 若旦那 from 湘南乃風 & JAY'ED
7thシングル。
4. 真夏のオリオン welcomez MINMI, 10-FEET
2ndシングル。
5. いつまでもメリークリスマス welcomez SHOCK EYE from 湘南乃風, MUNEHIRO
3rdシングル。
6. 線香花火 welcomez GOKI
5thシングル。
7. HIGHER welcomez JAMOSA
3rdアルバム『LOVE』収録。
8. ジェラシー welcomez JESSE from RIZE
4thシングル。
9. ごめんね welcomez YU-A
3rdアルバム『LOVE』収録。
10. STILL IN LOVE welcomez DOUBLE
3rdアルバム『LOVE』収録。
11. LOVIN' YOU welcomez 導楽
2ndアルバム『Welcomez』収録。
12. 愛してる welcomez 若旦那
8thシングル。
13. My mama welcomez 九州男
1stアルバム『Foundation Rock』収録。
14. 輝きをもう一度 welcomez VERBAL(m-flo), MUNEHIRO
2ndアルバム『Welcomez』収録。
15. JAMAICA welcomez HAN-KUN from 湘南乃風
1stアルバム『Foundation Rock』収録。
16. Dream Believer 〜星に願いを〜 welcomez MINMI, 若旦那 & HAN-KUN from 湘南乃風, GOKI
6thシングル。

#### DISC2-CD〜RED〜-
1. 真冬のオリオン welcomez MINMI & 西野カナ
新曲。
2ndシングル『真夏のオリオン welcomez MINMI,10-FEET』の続編。
2. あなたが好き welcomez MUNEHIRO
3rdアルバム『LOVE』収録。
3. BABY GIRL welcomez 導楽
3rdアルバム『LOVE』収録。
4. 伝えたい事がこんなあるのに-Lover's Mix- welcomez 若旦那 from 湘南乃風 & JAY'ED
8thシングルのカップリング。
5. BELIEVE ME welcomez AICHIN
3rdアルバム『LOVE』収録。
6. LONELY BOY welcomez RIDDIM HUNTER
3rdアルバム『LOVE』収録。
7. DON'T CRY welcomez Spontania
3rdアルバム『LOVE』収録。
8. SMILE welcomez JAMOSA
2ndアルバム『Welcomez』収録。
9. 笑いとばしてGO! welcomez 導楽
5thシングルのカップリング。
10. Happy Christmas Forever welcomez GOKI
3rdシングルのカップリング。
11. RUDEBWOY TOWN welcomez RUDEBWOY FACE
1stアルバム『Foundation Rock』収録。
12. MY TOWN welcomez AICHIN
2ndアルバム『Welcomez』収録。
13. つぼみ welcomez GOKI
1stシングルのカップリング。
14. ブレッジン 〜心友〜 welcomez SHOCK EYE from 湘南乃風
2ndアルバム『Welcomez』収録。

#### DISC3-CD〜BLUE〜-
1. INFINITY 16 只今参上!! welcomez GOKI
6thシングルのカップリング。
2. 刺激的DANGEROUS AREA welcomez RED RICE from 湘南乃風
1stアルバム『Foundation Rock』収録。
3. J・A・P・A・N welcomez LIFE-G
3rdアルバム『LOVE』収録。
4. 侍ノ詩 / INFINITY16と三木道三 feat. CONTROLER of SPICY CHOCOLATE
三木道三とのコラボシングル。
5. CAAN COOL welcomez 導楽, ARMSTRONG
2ndアルバム『Welcomez』収録。
6. Sexy Chocolate / Natural Radio Station
7thシングルのカップリング。
7. WHO GOD BLESS... welcomez HAN-KUN from 湘南乃風
3rdアルバム『LOVE』収録。
8. REVOLUTION welcomez 土屋アンナ
3rdアルバム『LOVE』収録。
9. SHOOTING STAR welcomez RED RICE from 湘南乃風
2ndアルバム『Welcomez』収録
10. T・R・Y welcomez SHINGO☆西成
1stアルバム『Foundation Rock』収録。
11. 陽の当たる場所 welcomez 導楽
1stアルバム『Foundation Rock』収録。
12. ドキドキサマー welcomez 笑連隊
2ndシングルのカップリング。
13. ごきげんサンバ welcomez GOKI
2ndシングルのカップリング。
14. Dream Lover 〜Dreaming Mix〜 welcomez 湘南乃風, MINMI, MOOMIN
4thシングルのカップリング。

#### DISC4-DVD〜HISTORY〜-
1. Dream Lover welcomez 湘南乃風, MINMI, MOOMIN(Music Clip)
2. 真夏のオリオン welcomez MINMI, 10-FEET(Music Clip)
3. いつまでもメリークリスマス welcomez SHOCK EYE from 湘南乃風, MUNEHIRO(Music Clip)
4. ジェラシー welcomez JESSE from RIZE(Music Clip)
5. 線香花火 welcomez GOKI(Music Clip)
6. Dream Believer 〜星に願いを〜 welcomez MINMI, 若旦那 & HAN-KUN from 湘南乃風, GOKI(Music Clip)
7. 伝えたい事がこんなあるのに welcomez 若旦那 from 湘南乃風 & JAY'ED(Music Clip)
8. 愛してる welcomez 若旦那(Music Clip)
9. INFINITY16 HISTORY

### 通常盤

#### DISC1-CD〜BEST〜-（通常盤）
1. INTRO 〜INFINITY 16 ANTHEM〜
2. Dream Lover welcomez 湘南乃風, MINMI, MOOMIN
3. 伝えたい事がこんなあるのに welcomez 若旦那 from 湘南乃風 & JAY'ED
4. 真夏のオリオン welcomez MINMI, 10-FEET
5. いつまでもメリークリスマス welcomez SHOCK EYE from 湘南乃風, MUNEHIRO
6. 線香花火 welcomez GOKI
7. HIGHER welcomez JAMOSA
8. ジェラシー welcomez welcomez JESSE from RIZE
9. ごめんね welcomez YU-A
10. STILL IN LOVE welcomez DOUBLE
11. LOVIN' YOU welcomez 導楽
12. 愛してる welcomez 若旦那
13. My mama welcomez 九州男
14. 輝きをもう一度 welcomez VERBAL(m-flo), MUNEHIRO
15. JAMAICA welcomez HAN-KUN from 湘南乃風
16. Dream Believer 〜星に願いを〜 welcomez MINMI, 若旦那 & HAN-KUN from 湘南乃風, GOKI

#### DISC2-CD〜RED〜-（通常盤）
1. 真冬のオリオン welcomez MINMI & 西野カナ